# Seishirō Shimatani
Seishirō Shimatani (jap. 嶋谷 征四郎, Shimatani Seishirō; * 6. November 1938 in Kyoto; † 24. Oktober 2001) war ein japanischer Fußballspieler und -trainer.

## Nationalmannschaft
1959 debütierte Shimatani für die japanische Fußballnationalmannschaft.

## Errungene Titel
- Kaiserpokal: 1961, 1964

## Tod
Am 24. Oktober 2001 starb Shimatani im Alter von 62 Jahren in Kyoto an einer Leberzirrhose.